# Tegelmästarskolan i Svedala
Tegelmästarskolan i Svedala grundades år 1904 i Svedala i Skåne. Skolan byggdes på grund av att man i tegelmästareföreningen tyckte att blivande tegelmästare behövde bättre utbildning. Ingenjör Nils Fredriksson var en av initiativtagarna. Utbildningen omfattade både en teoretisk och en praktisk del. Skolan byggdes ut 1913-14 med ett kemiskt tegeltekniskt laboratorium. 1965 brann skolan ner och återuppbyggdes inte.